# Ngaawapurua Rapids
Die Ngaawapurua Rapids sind Stromschnellen des Waikato River im Taupō District der Region Waikato auf der Nordinsel Neuseelands. Sie liegen stromabwärts der Aratiatia Rapids.